# 老虎滩街道
老虎滩街道，是中华人民共和国辽宁省大連市中山区下辖的一个乡镇级行政单位。

## 行政区划
老虎滩街道下辖以下地区：
虎山社区、杏花社区、中兴社区、迎宾社区和平安社区。